# Montmorency Township (Illinois)
Montmorency Township est un township du comté de Whiteside dans l'Illinois, aux États-Unis,. En 2010, le township comptait une population de 1 057 habitants.

## Source de la traduction
- (en) Cet article est partiellement ou en totalité issu de l’article de Wikipédia en anglais intitulé « Montmorency Township, Whiteside County, Illinois » (voir la liste des auteurs).